# 戦う君よ
「戦う君よ」（たたかうきみよ）とは、日本のロックバンド・THE BACK HORNの楽曲で、メジャー17枚目（通算18枚目）のシングルである。2010年4月21日に発売（発売元はSPEEDSTAR RECORDS）。

## 解説
前作からおよそ2年（700日）ぶりのシングル。その間はライブを中心に活動していたが、2009年の夏頃からライブと並行して曲作りを行い、曲が出来次第レコーディングも行っていた。また、ライブの合間には合宿も行った。
初回生産限定盤 (VIZL-375) と通常盤 (VICL-36572) の2形態で発売。初回盤は、特典CDが付属されており、2009年末のバンド主催のライブイベント「マニアックヘブンVol.4」で演奏された音源を6曲収録。
収録曲4曲は、メンバーが1人1曲ずつ作詞を担当している。バンドとしては、前々から4人共作詞をしてきたが、同年2月10日に歌詞集『生と死と詞』を発売した時の取材で、「みんなで詞を書くのは珍しい」と言われたことを受け、ベース担当の岡峰光舟が、そのことを「オレ等の強み」だと感じ、「4曲入れてそれぞれが歌詞を書くのはどうか」として全員での作詞を企画したという。
「戦う君よ」のミュージック・ビデオの監督は、過去にも同バンドのビデオを手掛けている竹内鉄郎が担当。また、同曲を収録したメジャー8枚目のアルバム『アサイラム』には、葛藤編・狂乱編・妄執編・鬱屈編と題した、再編された未公開のビデオ4作品が初回生産限定盤付属のDVDに収録されている。

## 収録内容

### CD（初回盤・通常盤共通）
- 全作曲・編曲：THE BACK HORN[3][4][5][6]
- 楽曲の解説は、全てエキサイトミュージック記載のインタビューより引用（回答はギター担当の菅波栄純による）[9]。

1. 戦う君よ (3:44) [2]
  - 作詞：菅波栄純[3]
  - 「駆け抜けるストレートな曲調」で、「ライヴでもクライマックスにやりたいくらいの曲」と語っており、「熱いな、THE BACK HORNだな」と感じて欲しいとも語っている。歌詞には菅波自身の繊細な部分が出た感じがあるらしく、「聴き手側の事情を知らずに頑張れと背中を押すことは出来ないと思うが、応援はしたい」ということから、「戦い疲れて一回立ち止まってしまったけどもう一度立ち上がろうと思う時に聴いて欲しい」「背中を押すのではなく伴走したい」という想いが込められている。
2. 神の悪戯 (3:55) [2]
  - 作詞：松田晋二[4]
  - リズム隊の2人（岡峰とドラム担当の松田晋二）が中心となって制作された。バンドの中でも珍しい感じになったとのことで、曲調は「暴力的なラテンな印象」で、歌詞は「エロ激しい感じになっている」と語っている。
3. パラノイア (4:08) [2]
  - 作詞：山田将司[5]
  - ボーカル担当の山田将司がメロディを持ってきた曲。「壊れたおもちゃが笑顔でカクカク動く」という不気味さをイメージしながら作られ、「壊れちゃった心をこんなに音で表現出来るものなんだな」と自分達でも思ったという。また、4曲の中で最も詞の世界観がディープだとのこと。
4. 栄華なる幻想 (4:17) [2]
  - 作詞：岡峰光舟[6]
  - 「疾走感がある、メロディアスで目の前がパーッと開けるような曲」だと語っている。歌詞はメッセージ性の強いものとなっており、「自分なりの価値基準や判断基準を持っていたらもっと良い世の中になっていくんじゃないか」という岡峰の意が込められている。なお、リフ・メロディは共に岡峰によって作られた。

### 初回盤付属CD
1. 白い日記帳 at 渋谷O-EAST (4:49) [2]
  - メジャー9枚目のシングル「コバルトブルー」のカップリング曲。
2. カウントダウン at 渋谷O-EAST (4:42) [2]
  - メジャー12枚目のシングル「カオスダイバー」のカップリング曲。
3. 異国の空 at 渋谷O-EAST (4:00) [2]
  - メジャーデビューシングル「サニー」のカップリング曲。
4. プラトニックファズ at 渋谷O-EAST (5:19) [2]
  - メジャー3枚目のアルバム『イキルサイノウ』収録曲。
5. 羽根〜夜空を越えて〜 at 渋谷O-EAST (6:00) [2]
  - メジャー3枚目のアルバム『イキルサイノウ』収録曲。
6. 魚雷 at 大阪BIG CAT (4:18) [2]
  - インディーズ1枚目のアルバム『何処へ行く』収録曲。

## 収録アルバム
オリジナル
- 『アサイラム』（2010年） (#1)

ベスト
- 『B-SIDE THE BACK HORN』（2013年） (#2,3,4)
  - 3曲とも、Disc2に収録。